# Ohey
Ohey (en való Ohè) és un municipi belga de la província de Namur a la regió valona. Comprèn els nuclis d'Ohey, Evelette, Goesnes, Haillot, Jallet i Perwez. El 2022 tenia 5.144 habitants.